# Antoine Bovy
Pour les articles homonymes, voir Bovy.
Antoine Bovy né à Genève le 14 décembre 1795 et mort dans la même ville le 18 septembre 1877 est un sculpteur et médailleur suisse naturalisé français.

## Biographie

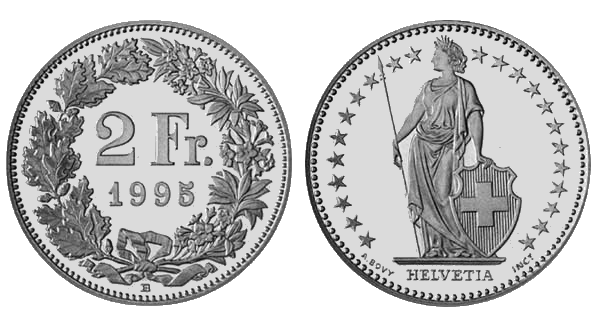
Pièce de 2 CHF frappée en 1995, selon la gravure d'Antoine Bovy créée en 1874.

Jean François Antoine Bovy est l'un des huit enfants de Jean-Samuel Bovy (1763-1837), joaillier-mécanicien genevois, et de Carlotte Élisabeth de Choudens (1774-1837), dont il est le premier garçon. Jean-Samuel dirige l'atelier monétaire de la ville de Genève, qui fermera en 1848.
Antoine a, entre autres, trois frères devenus artistes : Marc-Louis Bovy (1805-1890), graveur-mécanicien, Jules Bovy (1810-1844) graveur, et le peintre Henri-Daniel Bovy (1812-1862). Antoine débute comme apprenti dans l'atelier de son père en tant que graveur de poinçons. Il épouse en 1820 Constance, fille de Jean-Joseph Michaud.
En 1824, il est envoyé à Paris pour étudier avec le sculpteur James Pradier, professeur à l'École supérieure des beaux-arts. En 1831, il fait venir sa famille dans la capitale française ; à partir de cette année-là, il expose régulièrement au Salon de Paris, jusqu'en 1865.
En 1835, il est naturalisé français et remporte une médaille d'or en gravure. Il est, en 1843, nommé chevalier de la Légion d'honneur, pour avoir inventé un mécanisme de gaufrage rendant possible la frappe de médaille de grande dimension. Ses frères, Marc-Louis, directeur de la Monnaie de Genève, et Jules, frappaient les médailles gravées par Antoine ; ils avaient formé la société Bovy Frères et Cie. Il grave plusieurs médailles portraiturant Frédéric Chopin (1837) qui donna des cours de piano à son fils Charles-Samuel, Napoléon Louis Eugène jeune (le prince impérial), Louis-Philippe 1er (1842), Charles Dupin (1852), ou commémorant, entre autres, l'ouverture des lignes de chemins de fer français (bronze, 1842, dim. 11,25 cm). Il a été le collaborateur de Jean-Baptiste-Jules Klagmann.
Il est, à partir de 1850, en lien avec la Monnaie de Paris, l'un des graveurs des coins utilisés pour frapper les pièces de monnaie suisses de ½, 1, 2 et 5 francs, d'après des dessins de Friedrich Fisch ; les modèles des séries actuelles créés dans les années 1870-1880 d'après des dessins d'Albert Walch (1816-1882) étant toujours en usage, excepté pour la pièce de 5 francs, ces types de pièces sont parmi les plus anciens en circulation de l'histoire monétaire moderne.
En 1873, il revient définitivement à Genève, où il passait tous ses étés. Son neveu, Auguste Baud-Bovy, a  fait un portrait de lui (huile sur toile, Musée d'Art et d'Histoire de Genève).
Bovy est inumée au cimetière de Pregny.

## Œuvres dans les collections publiques

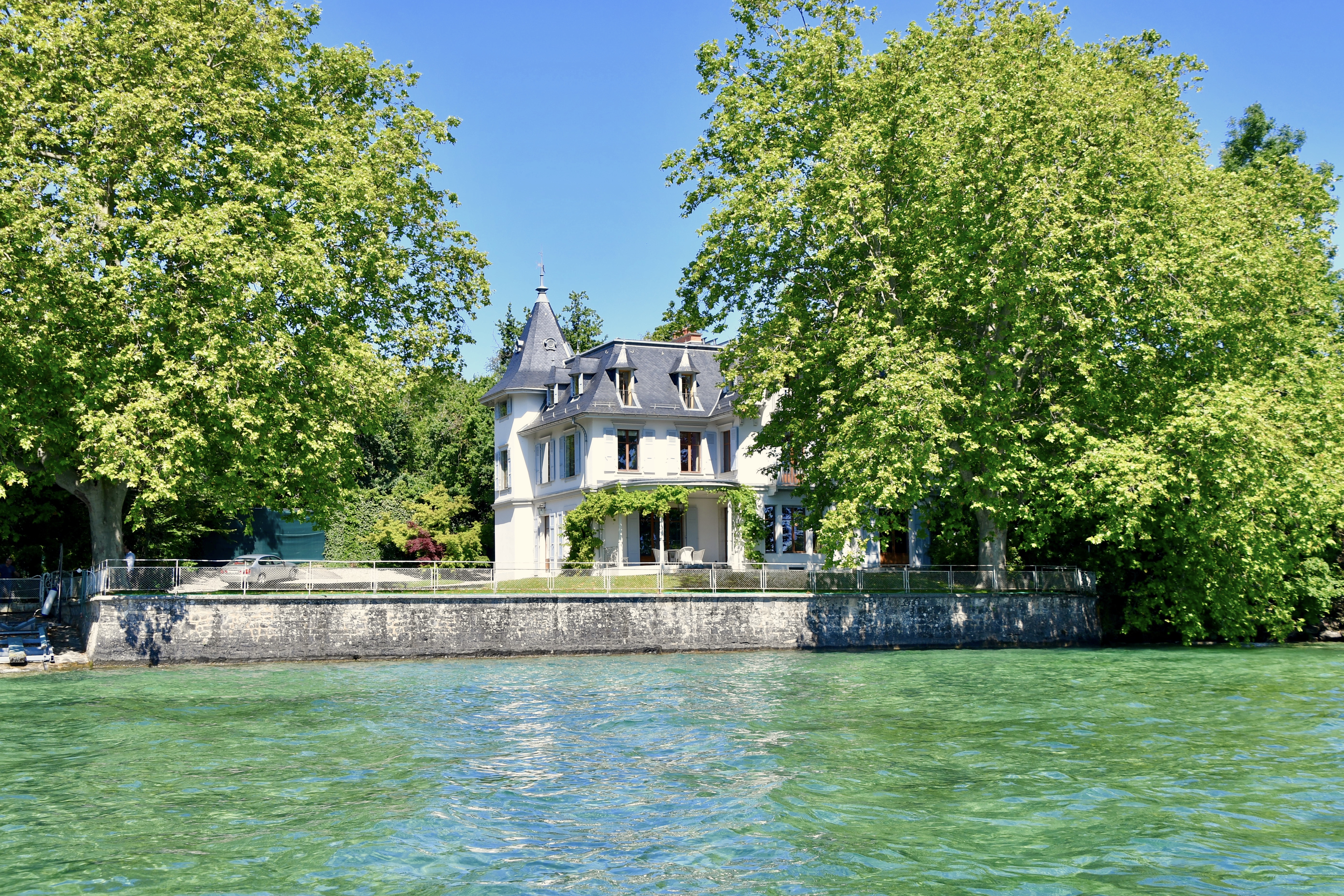
La maison de maître «Rive de Pregny», à Pregny, où vécut Bovy de 1873 à 1877.

On lui connaît près de 200 pièces (monnaies, jetons et médailles) dont de nombreuses médailles commémoratives ainsi que des coins pour les Monnaies française, genevoise et suisse.
- Cité de la musique, Paris : Médaillon de Frédéric Chopin, bronze, 1837.
- Musée des beaux-arts de Rennes : Inauguration du tombeau de Napoléon (La cérémonie du 3 avril 1861 aux Invalides), bronze.
- Gruyères, château de Gruyères : Médaillon de Daniel Bovy, bronze.